# Церковь Святого Иоанна (Уотфорд)
Церковь Святого Иоанна Апостола и Евангелиста (англ. The Church of St John the Apostle and Evangelist) ― англиканская приходская церковь в городе Уотфор, графство Хартфордшир, Великобритания. Располагается на улице Саттон-роуд. Относится к епархии Сент-Олбанс. Является одной из ведущих церквей, приверженных направлению англокатолицизма на юго-востоке Англии.

## История
Более старая приходская Церковь Святой Марии была восстановлена в 1871 году, а на период проведения строительных работ на территории церковного кладбище была возведена временная оловянная церковь. После окончания работ по реставрации здания временная церковь была перенесена на другой земельный участок на улице Сотерон-роуд (ныне Саттон-роуд). Она была вновь открыта 23 ноября 1873 года и была освящена в честь Святого Иоанна.
Временное здание, рассчитанное на 450 человек, привлекало все большее число людей. Её клир в своё время придерживался направления «высокой церкви» ― хотя дальнейшее развитие в сторону католических обрядов началось позже. Крыша оловянной церкви не была водонепроницаемой, и когда на улице шёл дождь, большое количество влаги проникало внутрь. Вскоре прихожанами была выдвинута инициатива о постройке новой церкви, после чего последовал сбор необходимых средств. Местные меценаты предоставили участки земли, архитектурные планы были составлены и утверждены, и в конце концов 17 июля 1891 года был заложен первый камень в фундамент новой церкви.  Два года и два дня спустя, 19 июля 1893 года, лорд-епископ Сент-Олбанс Джон Воган Фестинг освятил её здание. Строительство обошлось в 11 000 фунтов ―  значительная сумма в то время. В мае 1904 года Церковь Святого Иоанна стала самостоятельной приходской церковью.
Церковь была построена по проекту архитектора Эли Эмлина Уайта. С 1983 года здание церкви имеет статус объекта исторической важности II степени.

## Начальная школа
Церковь тесно сотрудничает с Министерством образования и епархией Сент-Олбанс в создании новой церковной начальной школы в приходе. Официальное одобрение было получено от Министерства образования в 2014 году, а открытие приходской школы состоялось в сентябре 2016 года.